# Lokuta jõgi
Lokuta jõgi är ett vattendrag i landskapet Järvamaa i centrala Estland. Det är ett biflöde till Lintsi jõgi som i sin tur är en biflod till Pärnu. Ån är 33 km lång.